# Reggenza di Halmahera Meridionale
La reggenza di Halmahera Meridionale (in indonesiano: Kabupaten Halmahera Selatan) è una reggenza dell'Indonesia, situata nella provincia di Maluku Settentrionale.